# Ovularia lupinicola
Ovularia lupinicola är en svampart som beskrevs av Pollack 1946. Ovularia lupinicola ingår i släktet Ovularia och familjen Mycosphaerellaceae.   Inga underarter finns listade i Catalogue of Life.